# Rizvan Sulejmani
Rizvan Sulejmani (mac. Ризван Сулејмани; ur. 8 stycznia 1957 w Ljubinie) – północnomacedoński polityk pochodzenia albańskiego, w latach 1996–2002 deputowany do Zgromadzenia Republiki Macedonii z ramienia Partii na rzecz Demokratycznego Dobrobytu, wiceminister obrony narodowej, w latach 2004–2006 minister samorządu terytorialnego.